# Antocha retracta
Antocha retracta är en tvåvingeart som beskrevs av Edwards 1933. Antocha retracta ingår i släktet Antocha och familjen småharkrankar. Inga underarter finns listade i Catalogue of Life.